# Der Clown mit der Biedermaske
Der Clown mit der Biedermaske (engl. Originaltitel: Krusty Gets Busted) ist die zwölfte Folge der ersten Staffel der US-amerikanischen Zeichentrickserie Die Simpsons. Sie ist die erste Folge, in der Tingeltangel Bob (hier auch in der deutschen Synchronfassung noch: Sideshow Bob) ein Verbrechen begeht.

## Handlung
Als eines Abends Patty und Selma die Familie besuchen, ruft Marge ihren Mann an und bittet ihn, etwas Eiscreme für die Diashow ihrer Schwestern zu kaufen. Um dies zu tun, geht Homer in den Kwik-E-Mart und wird dort Zeuge eines Raubüberfalls. Der Täter sieht aus wie Krusty, ein Fernseh-Clown, den unter anderem auch Bart und Lisa mögen. Als einziger Zeuge außer Besitzer Apu Nahasapeemapetilon erzählt es Homer später der Polizei, die Krusty verhaftet, verhört und einsperrt.
In den nächsten Tagen sagt Homer im Gerichtssaal beim Prozess gegen Krusty aus, obwohl Bart stark dagegen ist. Schließlich wird Krusty als schuldig verurteilt, weshalb sein Gehilfe Sideshow Bob nun seine Sendung moderiert. Bart ist zur selben Zeit aber immer noch von der Unschuld seines Idols überzeugt; zusammen mit Lisa suchen sie nach Spuren, die ihn entlasten können. Im Kwik-E-Mart entdecken die beiden ein Schild, welches Personen mit Herzschrittmachern warnt und Zeitschriften, die der Täter sich angesehen hat, wie es auf der Überwachungskamera zu sehen war. Da Krusty aber einen Herzschrittmacher trägt und in der Gerichtsverhandlung zugab, dass er nicht lesen kann, sind dies für Bart und Lisa eindeutig Beweise für seine Unschuld.
Daraufhin gehen sie zu Sideshow Bob und wollen mit ihm über Krusty reden. Dieser aber ist zu beschäftigt und hat in wenigen Minuten seine Sendung, schenkt ihnen aber zwei Tickets für die Show. Als Bart während der Sendung nach vorne gebeten wird, redet er mit Bob über seine Erkenntnisse aus dem Kwik-E-Mart. Plötzlich bemerkt Bart die Größe von Bobs Füßen und erklärt vor den Kameras, Bob sei derjenige, der den Laden überfiel, da auch der Dieb große Füße hatte, Krustys Füße jedoch klein sind.
Bob wird kurz darauf von der Polizei verhaftet, weshalb Krusty aus dem Gefängnis freigelassen wird und sich bei Bart für seine Mühe bedankt.

## Kulturelle Referenzen
Die Nahaufnahme von Krustys Gesicht hinter Gittern zu Beginn des zweiten Aktes nimmt Bezug auf das abschließende Motiv in den Credits der britischen Fernsehserie The Prisoner (dt. Titel: Nummer 6) aus den 1960er Jahren. Die Hintergrundmusik in dieser Szene ähnelt der Serie Mission: Impossible (dt. Titel: Kobra, übernehmen Sie). Das Lied „Ev’ry Time We Say Goodbye“ von Cole Porter kommt in dieser Folge vor. Nach Tingeltangel Bobs Verhaftung murmelt er „Und ich hätte auch Erfolg gehabt, wenn diese vorlauten Kinder nicht gewesen wären.“, was ein Verweis auf ein berühmtes Zitat aus Scooby-Doo ist und häufig als klassischer Ausspruch eines entlarvten Verbrechers verwendet wird.

## Produktion

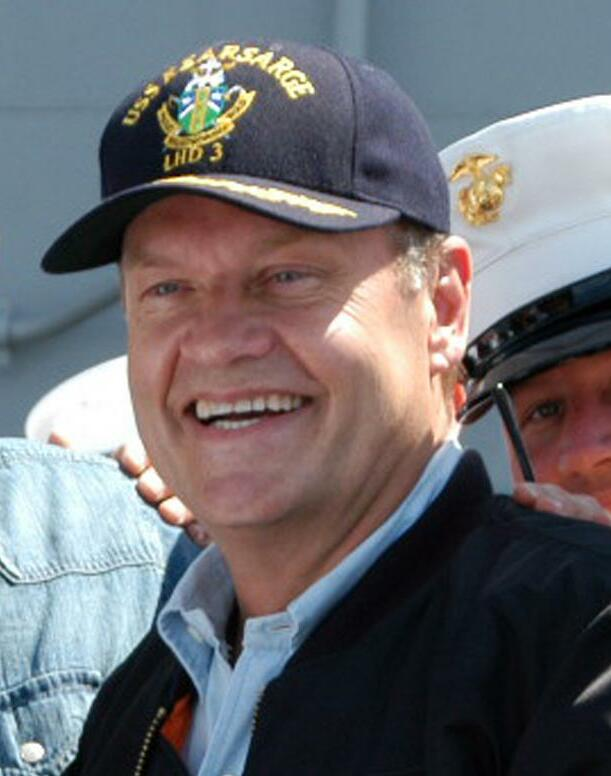
Kelsey Grammer synchronisierte Sideshow Bob in dieser Folge.

Regisseur Brad Bird wollte diese Folge mit einer Nahaufnahme von Krustys Gesicht eröffnen. Den Mitwirkenden gefiel diese Idee, woraufhin Bird dann vorschlug, dass alle drei Akte der Folge, festgelegt durch die Platzierung der Werbepausen, mit einer Nahaufnahme beginnen sollten. Der erste Akt beginnt mit Krustys Gesicht, der seine Show eröffnet; Akt zwei beginnt mit seinem Gesicht, wie er hinter Gittern im Gefängnis eingesperrt ist; der dritte Akt fängt mit Tingeltangel Bobs Gesicht, das auf einem großen Plakat zu sehen ist, an. Krustys Charakter basiert auf einem Fernseh-Clown aus Portland, Oregon, genannt „Rusty Nails“, welchen Erfinder Matt Groening sah, während er in Portland aufwuchs.
Ein ursprüngliches Drehbuch der Folge von Jay Kogen und Wallace Wolodarsky war 78 Seiten lang und musste um viele Szenen verkürzt werden. In einer Szene, die geschnitten wurde, zeigen Patty und Selma eine Diashow ihres Urlaubs; sie beinhaltete ursprünglich Bilder, in denen sie für die Einfuhr von Heroin in die Vereinigten Staaten verhaftet wurden.
Tingeltangel Bob, welcher in der Originalversion und in dieser Folge in der deutschsprachigen Version „Sideshow Bob“ heißt, hatte seinen ersten bedeutungsvollen Auftritt in dieser Folge, taucht aber zum ersten Mal in einer Szene der Episode Bart köpft Oberhaupt auf, in der er jedoch noch nicht spricht und sein Design noch einfach gehalten wurde. Deshalb wurde es für Der Clown mit der Biedermaske überarbeitet. Bobs weitere, große Auftritte sind die Folgen Bis dass der Tod euch scheidet (Staffel 3), Am Kap der Angst (Staffel 5), Tingeltangel-Bob (Staffel 6), Tingeltangel-Bobs Rache (Staffel 7), Die beiden hinterhältigen Brüder (Staffel 8), Hallo, du kleiner Hypnose-Mörder (Staffel 12), Und der Mörder ist... (Staffel 14), Der italienische Bob (Staffel 17), Begräbnis für einen Feind (Staffel 19) und Bob von nebenan (Staffel 21).
Das Drehbuch für Der Clown mit der Biedermaske nannte James Earl Jones als Bobs Synchronsprecher, die Produzenten aber verständigten sich stattdessen mit Kelsey Grammer, einem Darsteller der Fernsehserie Cheers zu dieser Zeit.

## Rezeption
Die Erstausstrahlung von Krusty Gets Busted beendete die Nielsen Ratings der Woche vom 23. bis 29. Mai 1990 mit einem Rating von 16,4 auf dem 13. Platz. Damit war sie die am höchsten bewertete Sendung auf Fox in dieser Woche.
Die Folge erhielt hauptsächlich positive Bewertungen von Kritikern. Schöpfer Matt Groening führte sie auf dem neunten Platz seiner Lieblings-Folgen von Die Simpsons auf und erklärte: „Ich habe eine besondere Liebe zur TV-Clownerei.“ Die Autoren des Buches I Can't Believe It's a Bigger and Better Updated Unofficial Simpsons Guide, Warren Martyn and Adrian Wood, lobten die Folge und schrieben: „Die Erfindung des Erzfeindes der Simpsons als ein schwermütiger, schon psychotischer Engländer in Rastalocken gelingt wunderbar in dieser super-schnellen, super-lustigen Episode, die durch die ständige Umkehr der Erwartungen des Publikums funktioniert.“ In einer DVD-Rezension der ersten Staffel der Serie gab David B. Grelck der Folge eine Bewertung von 3 von 5 Punkten. In einer weiteren Rezension schrieb Colin Jacobson: „In der gesamten Episode haben wir tolles Material gefunden [...] Fast jede Bob-Folge bietet eine Menge Spaß, und diese Folge begann diesen Trend in einem schönen Stil.“